# Длинноклювый пёстрый голубь
Длинноклювый пёстрый голубь (лат. Ptilinopus huttoni) — вид птиц семейства голубиных. Видовое латинское название дано в честь английского зоолога Фредерика Хаттона (1836—1905).
Является эндемиком Французской Полинезии. Его естественная среда обитания — субтропические или тропические влажные низменные леса. Данному виду угрожает потеря среды обитания.

## Описание
Длинноклювый пёстрый голубь достигает длины в 31 см. В основном имеет зелёное оперение, особенно на крыльях. Бледно-сине-зелёное оперение находится на передних частях (голова, шея, грудь, верхняя часть спины), затененных в зеленый цвет тела выше. Кончик хвоста желтовато-белый, не резко разграниченной розовой макушкой, лицом и горлом, и тёмно-розовое подхвостье. Брюхо жёлтое и края крыльевых перьев с розово-фиолетовой полосой ниже перьев грудной клетки. Клюв жёлтый. Радужины красно-коричневые.

## Распространение
Этот вид эндемичен для небольшого острова Рапа, принадлежащего к архипелагу Тубуаи в Французской Полинезии. Предполагается, что он зависит от нетронутых лесных массивов на высоте до 450 м над уровнем моря и избегает прибрежной растительности или вторичного леса. Популяция вида оценивается в 50-249 половозрелых особей.

## Питание
Вид питается цветами и мясистыми плодами, к которым может относиться ввезённая Китайская гуава (Psidium cattleianum).

## Сохранение
Уничтожение лесов из-за коз, крупного рогатого скота, пожаров, используемых для уборки леса на пастбищах для скота, и обезлесение являются основными угрозами для редкого голубя. Хищничество диких кошек и полинезийской крысы также является угрозой для этого вида.